# Rhinomorinia xanthocephala
Rhinomorinia xanthocephala är en tvåvingeart som först beskrevs av Mario Bezzi 1908.  Rhinomorinia xanthocephala ingår i släktet Rhinomorinia och familjen gråsuggeflugor. Inga underarter finns listade i Catalogue of Life.